# گوستاو کروپ فان بولن و هالباخ
گوستاو کروپ فان بولن و هالباخ (انگلیسی: Gustav Krupp von Bohlen und Halbach؛ ۷ اوت ۱۸۷۰ – ۱۶ ژانویهٔ ۱۹۵۰) کارمند بانک، دیپلمات، کارآفرین و حقوقدان اهل آلمان بود.

## شرکت کروپ
وی شرکت فرانسوی -آلمانی کروپ در زمینه صنایع سنگین را از سال ۱۹۰۹ تا ۱۹۴۱ اداره کرد. او و پسرش آلفرد، این شرکت را در جریان دو جنگ جهانی اداره کردند و کلیه تجهیزات و امکانات را برای جنگ آلمان تهیه و تولید می‌کردند. شامل یوبوت، قایق‌های جنگی، هویتزر، قطار، اسلحه، راه‌آهن، مسلسل، اتومبیل، تانک، تیگر ۱ و بسیاری امکانات دیگر.

## محاکمه در دادگاه نورنبرگ
بعد از جنگ جهانی دوم، در سال ۱۹۴۵ خبرهایی مبنی بر محاکمه گوستاو کروپ در دادگاه نورنبرگ بخاطر جنایت جنگی وجود داشت، ولی به دلیل کهولت سن و بیماری، محاکمه وی صورت نگرفت.